# Jenny Staley Hoad
Jennifer »Jenny« Staley Hoad, avstralska tenisačica, * 3. marec 1934, Melbourne, Avstralija, † 14. februar 2024, Fuengirola, Avstralija.
V posamični konkurenci je največji uspeh dosegla leta 1954, ko se je uvrstila v finale turnirja za Prvenstvo Avstralije, kjer jo je v dveh nizih premagala Thelma Coyne Long. Na turnirjih za Amatersko prvenstvo Francije se je najdlje uvrstila v četrtfinale leta 1956, na turnirjih za Prvenstvo Anglije v četrti krog v letih 1955 in 1956, na turnirjih za Nacionalno prvenstvo ZDA pa v drugi krog leta 1956. V konkurenci ženskih dvojic se je leta 1955 uvrstila v polfinale turnirjev za Prvenstvo Avstralije in Prvenstvo Anglije. V konkurenci mešanih dvojic se je istega leta uvrstila v finale turnirjev za Prvenstvo Avstralije skupaj z Lewom Hoadom in Amatersko prvenstvo Francije skupaj z Luisom Ayalo.

## Finali Grand Slamov

### Posamično (1)

#### Porazi (1)
| Leto | Turnir               | Nasprotnica v finalu | Rezultat finala |
| 1954 | Prvenstvo Avstralije | Thelma Coyne Long    | 3–6, 4–6        |

### Mešane dvojice (2)

#### Porazi (2)
| Leto | Turnir                       | Partner    | Nasprotnika v finalu                 | Rezultat finala |
| 1955 | Prvenstvo Avstralije         | Lew Hoad   | Thelma Coyne Long George Worthington | 2–6, 1–6        |
| 1955 | Amatersko prvenstvo Francije | Luis Ayala | Darlene Hard Gordon Forbes           | 7–5, 1–6, 2–6   |